# 코리 잉글리쉬
코리 잉글리쉬(Corri English, 1978년 5월 10일 ~ )는 미국의 배우, 가수이다.
애틀랜타에서 태어났다.

## 출연 작품
- 비행기2: 소방구조대 (2014년) - 파인콘 목소리 역
- 데블 메이 콜 (2013년) - 샘 역
- 윗치 마운틴 (2009년) - 본인 역
- 킬러 패드 (2008, Killer Pad)
- 하우스 오브 피어스 (2007년)
- 언레스트 (2006년) - 앨리슨 블랜차드 역
- 레드민스고 (2005년)
- 브리트니의 일상탈출 (2004년)
- 데이비드를 찾아서 (2004년)
- 조안 오브 아카디아 (2003년)
- 런어웨이 (2003년)

### 텔레비전
- 베드퍼드 다이어리 (2006, The Bedford Diaries)